# Godeke Pleskow
Godeke Pleskow (* ca. 1371 in Lübeck; † 1451 ebenda) war ein deutscher Kaufmann und Ratsherr der Hansestadt Lübeck.

## Leben
Godeke Pleskow entstammte der aus Visby nach Lübeck zurückgewanderten ratsfähigen Kaufmannsfamilie Pleskow. Sein gleichnamiger Vater Godeke war Lübecker Bürger und der Sohn des Lübecker Bürgermeisters Jakob Pleskow. 
Er war bereits Trinitatis 1429 Mitglied der patrizischen Zirkelgesellschaft und 1443 deren Schaffer. 1433 wurde er in den Lübecker Rat erwählt. In Testamenten Lübecker Bürger wird er mehrfach als Urkundszeuge und als Vormund aufgeführt. Er verstarb im Alter von 80 Jahren 1451, wie auch sein Verwandter, der Ratsherr Jordan Pleskow, an den Folgen der Pest in Lübeck.